# Hieracium cardiophyllum
Hieracium cardiophyllum là một loài thực vật có hoa trong họ Cúc. Loài này được Jord. ex Sudre mô tả khoa học đầu tiên năm 1902.